# Magdeburger Reformationstaler
Der Magdeburger Reformationstaler ist eine Gedenkmünze der Stadt Magdeburg zum 100-jährigen Jubiläum der 95 Thesen Martin Luthers, die die Reformation auslösten.
1617 wurde der Reformation in den protestantischen Teilen Deutschlands gedacht. So brachte die Stadt Magdeburg  einen Taler heraus, der die Brustbilder der Reformatoren Jan Hus und Martin Luther zeigt. Auf der anderen Seite ist der doppelköpfige, gekrönte Reichsadler zu sehen, der mit dem Magdeburger Stadtwappen belegt ist.
Auf der Seite mit den Reformatoren steht die abgekürzte lateinische Umschrift: CENT(um) ANN(is) REU(olutis) DEO ET MIHI RESP(ondebitis) UAT(icinium) IOAN(nnis) HUSSII A(nn)O 1415 COMB(usti) // HIS LAP(sis) D M(artinus) LUTHER(us) AD REP(urgandam) DOCT(rinam) COE(litus) A DEO EXCIT(atus) A(nn)o 1517 („Wenn hundert Jahre vergangen sind, werdet ihr Gott und mir Antwort geben. Weissagung des Johannes Hus, der im Jahr 1415 verbrannt wurde. – Als diese [hundert Jahre] vorbei waren, wurde D. Martin Luther von Gott vom Himmel her zur Reinigung der Lehre gerufen im Jahr 1517“).
Die Seite mit dem Reichsadler trägt die Umschrift: MO(neta) NO(va) REIP(ublicae) MAGDE(burgensis) DE IVBILÆO A(nn)o C 1617 („Neue Münze der Stadt Magdeburg zum 100-jährigen Jubiläum im Jahre 1617“).
Der Magdeburger Reformationstaler wurde in folgenden Stückelungen herausgebracht: Halbtaler, Taler und Doppeltaler. Die Taler sind noch relativ häufig in verschiedenen Stempelvarianten zu finden. Halbtaler sind selten. Vom Doppeltaler konnte bisher nur ein einziges Exemplar nachgewiesen werden. Der Versteigerungspreis (ohne Auktionsaufschlag) betrug 38.000 Euro. Ein Bericht von Friedrich Wilhelm Hoffmann über einen vierfachen Reformationstaler ist möglicherweise unzutreffend, jedenfalls ist bis heute kein Exemplar bekannt.